# Andreas Aurifaber
Andreas Aurifaber (nato Goldschmidt; Breslavia, 1514 – Königsberg, 12 dicembre 1559) è stato un medico tedesco di una certa fama, ma grazie alla sua influenza con Alberto di Brandeburgo, ultimo gran maestro dei Cavalieri Teutonici e primo duca protestante di Prussia, divenne una figura di centrale importanza nella controversia intorno alla figura di Andreas Osiander, di cui aveva sposato la figlia.

## Vita
Studiò all'Università di Wittenberg nel 1527 e lì divenne amico di Filippo Melantone. Nel 1529 divenne rettore della scuola latina a Danzica e due anni dopo accettò un incarico simile a Elbląg.
La generosità del duca Alberto di Prussia gli permise di proseguire gli studi di medicina a Wittenberg e in Italia, dove si laureo all'Università di Padova. Tornato in patria dopo il 1545, fu medico del duca e professore di fisica e medicina nella neonata Università di Königsberg. Lì scrisse numerosi trattati di fisica e fisiologia.
Nel 1550 sposò una figlia di Osiander, e fu coinvolto nell'aspra controversia suscitata dalle opinioni di quest'ultimo sulla giustificazione e la grazia. Dopo la morte di Osiander nel 1552, Aurifaber, che l'anno precedente era stato nominato rettore dell'università, divenne capo della fazione osiandriana e utilizzò il suo ufficio e la sua influenza sul duca per schiacciare la fazione rivale in Prussia, allontanandone gli aderenti dall'università nel 1554. Viaggiò molto in tutta la Germania, suscitò l'odio dei conservatori, che lo contestarono con estrema virulenza. Aurifaber, tuttavia, mantenne la sua influenza fino alla sua morte, avvenuta improvvisamente, nell'anticamera del duca a Königsberg, il 12 dicembre 1559.